# Petaurista marica
Petaurista marica — вид гризунів родини Sciuridae. Поширення: Китай, М'янма, Індія, Таїланд, Лаос, В'єтнам, Малайзія?. Таксон відокремлено від P. elegans.